# Roy Meadow
Sir Samuel Roy Meadow (Wigan, 1933) é um pediatra aposentado, conhecido por haver identificado a síndrome de Münchhausen por procuração (durante algum tempo chamada de "síndrome de Meadow") e por haver falhado na análise estatística no julgamento de Sally Clark que, parcialmente por conta disso, foi injustamente condenada.

## Controvérsia no caso Sally Clark
Meadow atuou como experto em vários julgamentos em que crianças figuravam como vítimas, como no ocorrido em 1993 da assassina em séria Beverley Allitt que, trabalhando como enfermeira, foi condenada pela morte de quatro crianças e tentativa de homicídio de outras nove.
A advogada Sally Clark fora acusada em 1999 de assassinar sucessivamente dois filhos, crimes pelos quais fora condenada à prisão perpétua; durante seu julgamento Meadow atuou na linha de acusação, atestando que as chances de que ocorresse a síndrome da morte no berço duas vezes numa mesma família eram de uma para setenta e três milhões (1/73.000.000); em face desse equívoco no cálculo do perito, a Royal Statistical Society protestou junto ao Lord Chancellor e mesmo assim Clark teve seus recursos negados (ela só viria a ser absolvida, finalmente, após três anos presa, depois que foi descoberto que a promotoria omitira a existência de agentes infecciosos no seu segundo filho).
Outras entidades protestaram contra o depoimento de Meadow, como a Foundation for the Study of Infant Deaths (Fundação para o Estudo das Mortes Infantis, em livre tradução) que atestou que esses casos de mortes repetidas ocorriam uma vez a cada ano no país; em 2001 cientistas da Universidade de Manchester provaram que havia um componente genético nos casos da morte súbita infantil, ampliando assim a probabilidade de sua dupla ocorrência numa mesma família; Meadow foi acusado de grave má conduta profissional e condenado à perda de seu registro médico; após recursos, a pena foi revogada.